# Orest Kindrachuk
Orest Michael Kindrachuk (* 14. September 1950 in Nanton, Alberta) ist ein ehemaliger kanadischer Eishockeyspieler mit US-amerikanischer Staatsbürgerschaft, der im Verlauf seiner aktiven Karriere zwischen 1967 und 1981 unter anderem 584 Spiele für die Philadelphia Flyers, Pittsburgh Penguins und Washington Capitals in der National Hockey League auf der Position des Centers bestritten hat. Mit den Philadelphia Flyers gewann Kindrachuk in den Jahren 1974 und 1975 als Teil der sogenannten „Broad Street Bullies“ zweimal in Folge den Stanley Cup und war von 1978 bis 1981 der fünfte Mannschaftskapitän in der Franchise-Geschichte der Pittsburgh Penguins.

## Karriere
Kindrachuk verbrachte seine Juniorenzeit zwischen 1967 und 1971 bei den Saskatoon Blades in der Western Canada Hockey League. Der Stürmer spielte dort für zunächst zwei Jahre, ehe er begann seine Juniorenkarriere zunächst auf Eis zu legen und sich seinem Studium an der University of Saskatchewan zu widmen. Da er offen bekundete, kein Interesse an einer Profikarriere zu haben und stattdessen lieber in der Optometriebranche arbeiten zu wollen, wurde er im NHL Amateur Draft 1970 von keinem Team ausgewählt. Erst zur Saison 1970/71 kehrte Kindrachuk als sogenannter Overage-Spieler in die Liga zurück. Er erzielte 149 Scorerpunkte, darunter alleine 100 Vorlagen, und wurde schließlich im Juli 1971 von den Philadelphia Flyers aus der National Hockey League als Free Agent unter Vertrag genommen.
Zur Spielzeit 1971/72 wechselte der 21-Jährige schließlich in den Profibereich. Die Flyers setzten den Nachwuchsspieler in seinem ersten Jahr bei den San Diego Gulls in der Western Hockey League ein, anschließend für eine Spielzeit bei den Richmond Robins in der American Hockey League. Mit Beginn der Saison 1973/74 stand Kindrachuk fest in Philadelphias Kader, nachdem er im Vorjahr bereits in zwei Partien in der NHL debütiert hatte. Mit den Flyers gewann er in seinem NHL-Rookiejahr am Ende der Stanley-Cup-Playoffs 1974 als Teil der sogenannten „Broad Street Bullies“ den Stanley Cup, den die Flyers im Folgejahr erfolgreich verteidigten. Insgesamt blieb der Angreifer fünf Spielzeiten im Kader Philadelphias, ehe der Kanadier im Juni 1978 gemeinsam mit Ross Lonsberry und Tom Bladon im Tausch für ein Erstrunden-Wahlrecht im NHL Amateur Draft 1978 an die Pittsburgh Penguins abgegeben wurde.
Bei den Penguins übernahm Kindrachuk unmittelbar nach dem Wechsel das Amt des Mannschaftskapitäns, womit er der fünfte Spieler der Franchise-Geschichte war, der diesen Posten bekleidete. Er füllte das Amt über die gesamte Dauer seines Engagements bei Pittsburgh aus. Am Ende der Saison 1980/81, in der er wegen Problemen mit den Bandscheiben nur 13 Spiele absolviert hatte, lösten die Penguins seinen Vertrag schließlich vorzeitig auf. Er wechselte daraufhin als Free Agent zu den Washington Capitals, bei denen er nach vier Einsätzen zu Saisonbeginn aufgrund anhaltender Verletzungsprobleme seine Karriere im Alter von 31 Jahren für beendet erklärte.

## Erfolge und Auszeichnungen
- 1974 Stanley-Cup-Gewinn mit den Philadelphia Flyers
- 1975 Stanley-Cup-Gewinn mit den Philadelphia Flyers

## Karrierestatistik
(Legende zur Spielerstatistik: Sp oder GP = absolvierte Spiele; T oder G = erzielte Tore; V oder A = erzielte Assists; Pkt oder Pts = erzielte Scorerpunkte; SM oder PIM = erhaltene Strafminuten; +/− = Plus/Minus-Bilanz; PP = erzielte Überzahltore; SH = erzielte Unterzahltore; GW = erzielte Siegtore; 1 Play-downs/Relegation; Kursiv: Statistik nicht vollständig)